# Schloss Mönchstein

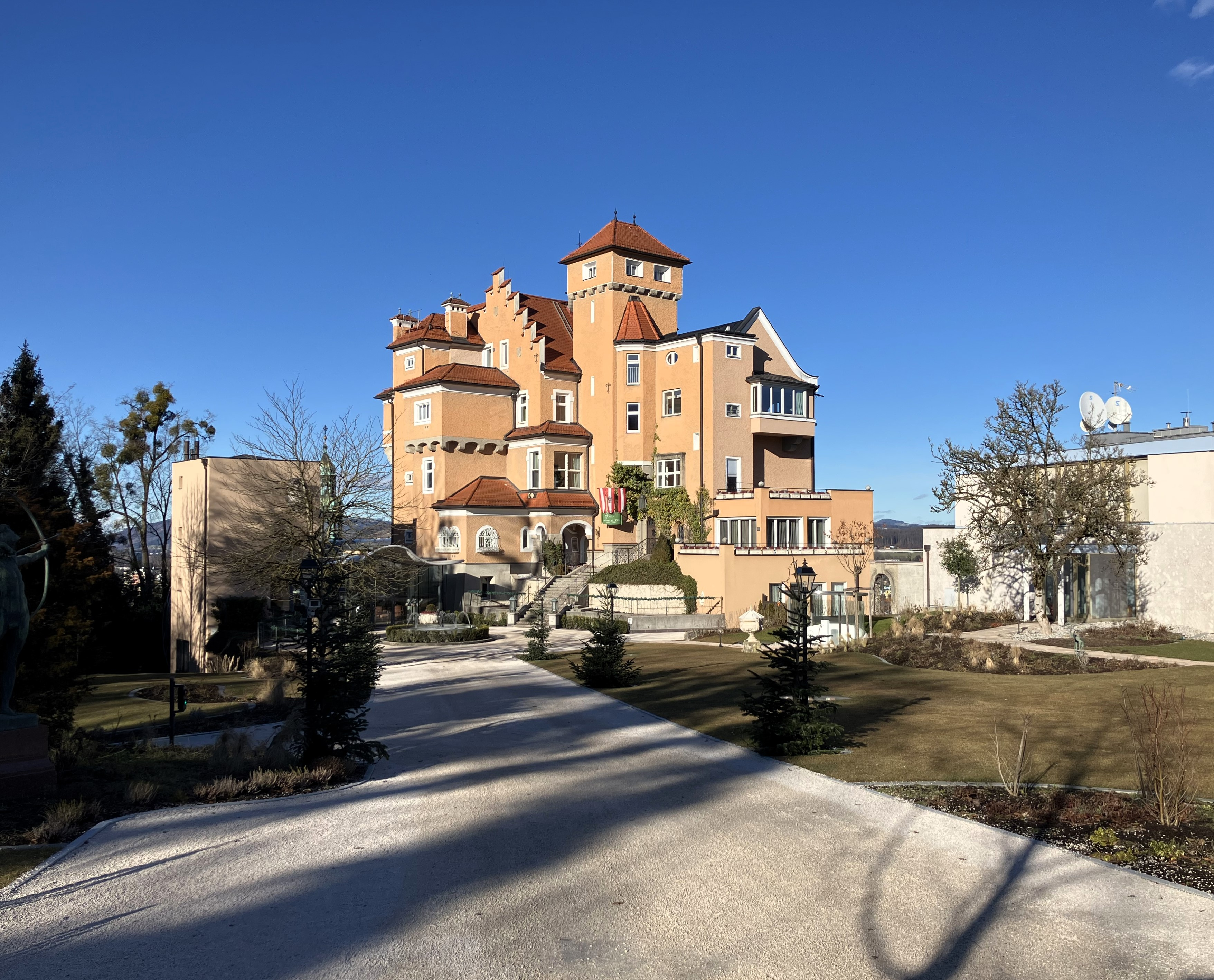
Schloss Mönchstein

Das Schloss Mönchstein befindet sich in exponierter Lage am Nordrand des Mönchsbergplateaus in der Stadt Salzburg. Das historisierende Bauwerk ist heute ein Fünf-Sterne-Hotel.

## Geschichte des Umfeldes des Hotelgebäudes

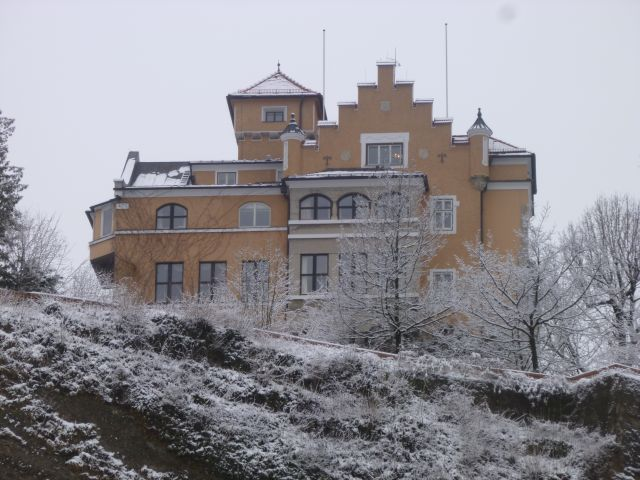
Schloss Mönchstein von der Salzach aus gesehen

### Tetelheimer Turm und Ansitz Mönchstein
Urkundlich erwähnt wurde im weiteren Umfeld des heutigen Schlosses Mönchstein angeblich ein Gebäude erstmals um 1350 als Tetelheimer Turm, bezeichnet nach dem Adelsgeschlecht der Tetelhaimer, die Mitte des 13. Jahrhunderts das Pflegegericht im Raum Waging am See innehatten. Stadtansichten dieser Zeit zeigen, dass dieser Turm auf der Anhöhe südwestlich der Augustinerpforte stand. Für den kleinen Wehrturm war einst wohl auch die Bezeichnung Mönchsteinturm gebräuchlich. Von 1419 bis 1565 stand das Gebäude im Eigentum der Familie Fröschlmoser. 1531 erbaute Virgil Fröschlmoser in diesem Raum ein Lusthaus, ein Meyerhaus sowie Stallungen (Stadel) und errichtete dort auch eine Zisterne. Wenig später wurde hier eine Kapelle erbaut oder angefügt, die am 3. August 1661 zu Ehren der Heiligen Maria, der Heiligen Anna und aller heiligen Mönche neu geweiht wurde. Die verarmte Witwe des Christoph Fröschlmoser musste 1565 den gesamten Besitz „darunter den Thurn genannt Munichstein sammt dem Haus Fröschlmoos und Lustgarten, den Garten vor dem Klausenthor an dem Siechgarten und an dem Mönchsbergtor gelegen...“ an den Salzburger Bürger Wolf Windisch veräußern. 1622 wurde der Besitz an das Kloster Mülln und 1654 an die Universität verkauft.

### Das Professorenschlössl und das Collegischlössl

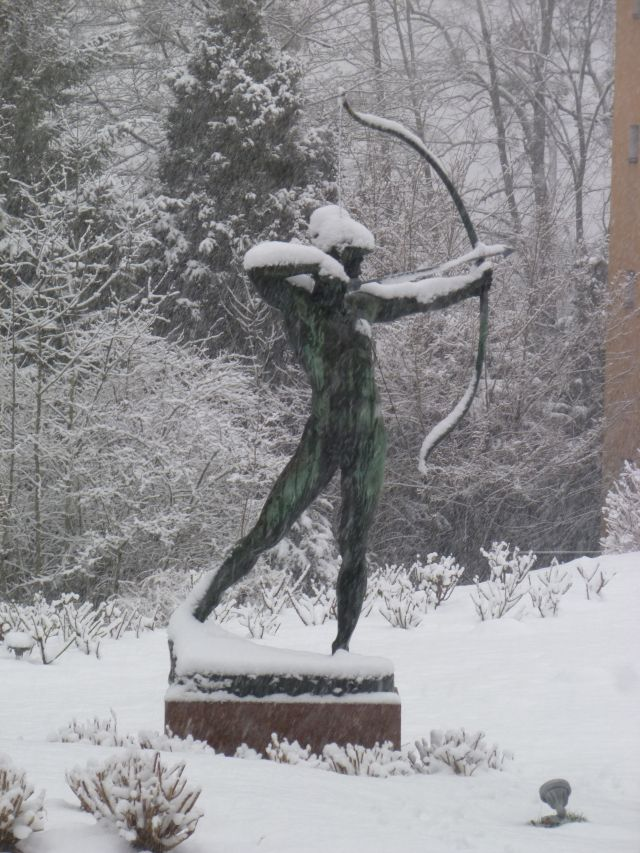
Schütze beim Eingang zum Schlosshotel Mönchstein

Nach weiteren Besitzerwechseln erwarb 1654 die Salzburger Benediktiner-Universität den Besitz. Im Raum des heutigen Schlosses Mönchstein, also südöstlich der Monikapforte wurde damals ein einfaches kleines Schlösschen erbaut, um den Professoren frische Luft und „Erholung von der schweren Kopfarbeit“ zu ermöglichen. Man nannte es bald das „Professorenschlössl“. Ein zweites Gebäude wurde als Collegischlössl den Studenten zur Verfügung gestellt. Ein südlich davon stehender Turm wurde mathematischer Turm genannt und für astronomische Beobachtungen verwendet. Dieser wurde aber schon um 1780 abgerissen. Der bekannte Chronist und Vordenker der Aufklärung Lorenz Hübner lebte vor 1800 einige Zeit im Professorenschlössl.

### Ansitz und Villa
Nach der Aufhebung der Benediktiner-Universität durch die Bayern 1810 wurde die Anlage versteigert und 1813 von dem Staatsbeamten Josef Felner (königlich-bayerischer Rat am Obersten Gerichtshof) erworben. Er ließ das verwahrloste Objekt erneuern und betraute den Salzburger Handelsherren Leopold Hagenauer mit der Verwaltung. Dieser erwarb für den Garten des Schlösschens Statuen aus dem Schloss Mirabell nach dem Brand von 1818, die er mit eigenwilligen Texten beschrieben hat (etwa bei einer Statue, deren Arm abgebrochen war: „Himmel, wer hätte das geglaubt! Was Krieg und Stürme nicht vermochten, dies war dem Frieden vorbehalten, mir meine Linke abzureißen.“). Hagenauers Sohn Josef, Besitzer der größten Salzburger Brauerei (Steinbräu), erwarb schließlich 1834 das Anwesen. Im 20. Jahrhundert wohnte auch Anton Faistauer vorübergehend in der Villa.
1887 verkauften Hagenauers Erben den Besitz an den aus Mattighofen stammenden Bankier Karl Leitner (1855–1911); in dem Familieneigentum der Leitners blieb der Besitz (damals genannt Leitner Villa) bis 1917. Er hatte 1886 die Elektrizitätswerke Salzburg gegründet und ließ 1890 den elektrischen betriebenen Mönchsbergaufzug und die Straße von Mülln auf den Mönchsberg errichten, ließ die Klausenterrasse erschließen und einen Weg zum Mönchsberglift bauen. Seine Frau Kreszentia Leitner beauftragte Jakob Ceconi mit ersten Ausbauarbeiten.
Nach dem Ableben Leitners veräußerte die Witwe 1917 den Besitz an Hofrat Bela Veith, den Finanzberater des rumänischen Königshauses, der das Schloss 1919 stark erweiterte. Seit dieser Zeit ist – in Erinnerung an ein in diesem Landschaftsraum einst bestehendes Bauwerk – die Bezeichnung Schloss Mönchstein üblich. Die Königinmutter Marie von Rumänien hat das Schloss zu den Festspielzeiten des Öfteren besucht. Nach dem Tode Bela Veiths übernahmen seine Söhne Guido und Ferdinand den Besitz.

### Hotel Schloss Mönchstein

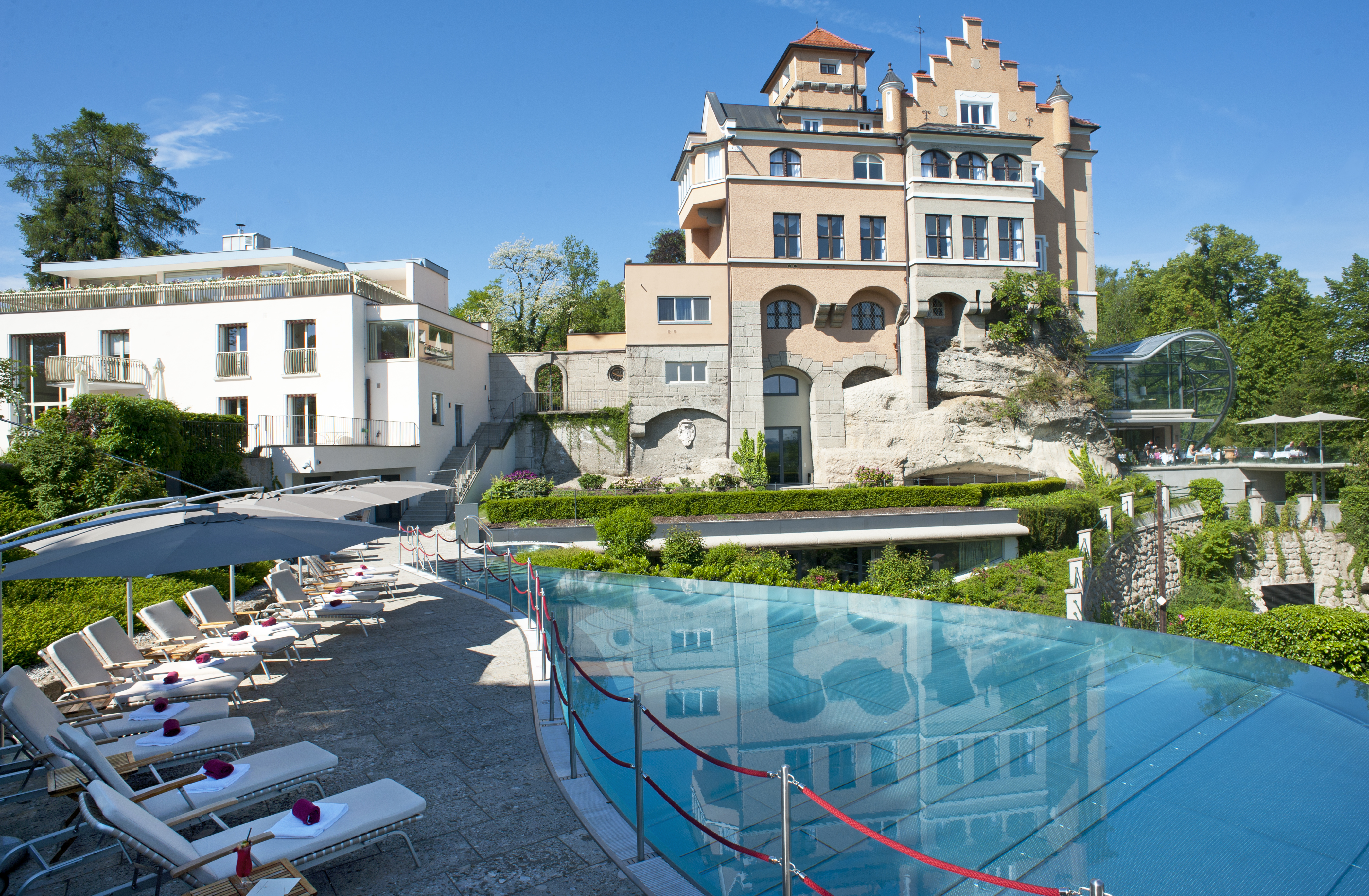
Hotel Schloss Mönchstein Pool

Ferdinand Veith gründete 1948 die Hotel Betriebs KG. F. Veith in Salzburg, musste aber bald aufgrund hoher Verschuldung als Kompagnon Adolf Brühl mit Gattin Lucia in die Firma aufnehmen. Adolf Brühl gestaltete das Haus 1948 mit Hilfe der Architekten Hugo Hübner und Walter Baumgartner zu einem Luxushotel um. Schon bald übernachteten hier Opernsängerinnen (Hilde Gülden, Kirsten Flakstad), Mitglieder der Familie Ford oder Filmdiven. 1952 wanderten die Brühls nach Brasilien aus. 1956 trat die Familie Mierka in die Betreibergesellschaft ein. Im Jahr 2000 ging das Schloss in den Besitz einer Tiroler Hoteliersfamilie über; die Alleinbesitzerin Anna Gabrielli-Schwarz schlitterte aber 2003 mit dem Hotel in den Konkurs.
2005 wurde das Anwesen von dem deutschen Milliardär Hans-Peter Wild, Sohn des Capri-Sonne-Gründers Rudolf Wild, für 10,1 Mio. Euro übernommen. Er ließ das Hotel renovieren und erweiterte es auf insgesamt 24 Zimmer und Suiten und einen 300 m2 großen Spa- und Wellnessbereich mit Outdoor-Infinity-Pool. Das Schloss ist heute unter der Leitung von Direktorin Samantha Teufel.

### Auszeichnungen
Als Salzburgs erstes Fünf-Sterne-Superior-Hotel hat das Mönchstein zahlreiche Auszeichnungen erhalten. 1993 und auch 2009 wurde das Schloss-Restaurant Paris Lodron mit zwei Hauben von Gault Millau ausgezeichnet. Bekannte Gäste waren etwa 2008 Jopi Heesters oder 2009 Tom Cruise und Cameron Diaz mit ihrer ganzen Entourage bei den Dreharbeiten für den Film Knight and Day. Im Jahr 2019 zeichnete Gault Millau das neu geschaffene Restaurant The Glass Garden von Küchenchef Markus Mayr vier Hauben und 17 Punkten aus. Im Jahr 2020 erfolgte die Auszeichnung des Restaurant mit einem Michelin-Stern.

### Umbau und Modernisierung
2017 wurde das Hotel umfangreich umgebaut und modernisiert. Die Erweiterungsarbeiten wurden 2018 abgeschlossen, das neu geschaffene The Glass Garden Restaurant und die Apollo Bar befinden sich seither in einer innovativen Glas-Stahl-Konstruktion des Salzburger Architekten Volkmar Burgstaller.